# Herman Link
Herman Link (Amsterdam, 11 april 1957) is een Nederlands auteur, theatermaker en componist. 
Hij was mede-oprichter van het jeugdtheatergezelschap Samba Salad (1978 Amsterdam) en initiator van Kindermuziek.com. Schreef behalve scripts en teksten voor muziektheater ook verschillende kinderboeken waarvan Zingen Zonder Zijwieltjes en Zingen Op de Achterbank de bekendste titels zijn. Van de laatstgenoemde titel verschenen drie afleveringen (in 2010 de laatste) bij uitgever The House Of Books. 
Hij specialiseerde zich in het maken van kindermuziek, dit resulteerde in verschillende cd-albums en kinderconcerten. Een tiental van zijn muzikale werken werden uitgevoerd voor een serie kinderconcerten door het Metropole Orkest. Hiervan verscheen in 2008 een cd-album Samba Salad & Het Metropole Orkest. Zijn bewerking van de Surinaamse traditional 'Bigi Kaiman' werd opgenomen op het muzieklabel Putumayo ten behoeve van de Playground serie voor kinderen en werd uitgebracht in meer dan 100 landen. In 2011 maakte hij voor Samba Salad de teksten en het script voor Flamenkita, een eigentijdse muziektheaterproductie voor kinderen over de flamenco. 
Herman werkte voor verschillende theaterproducties onder anderen samen met de schrijvers Rita Iny, Theo Olthuis en Sjoerd Kuyper, de musici Gerardo Rosales, Arturo Ramón, Edsart Udo de Haes, Jeroen Griep en Dennie van Kessel, en theatermakers Hans Langeree en Daniël Rovai.